# Cenopalpus brachypalpus
Cenopalpus brachypalpus är en spindeldjursart som beskrevs av Hatzinikolis, Panou och Papadoulis 1999. Cenopalpus brachypalpus ingår i släktet Cenopalpus och familjen Tenuipalpidae. Inga underarter finns listade i Catalogue of Life.